# Jean Sony Alcénat
Jean Sony Alcénat (n. 23 ianuarie 1986, Port-au-Prince, Haiti), este un fotbalist haitian care în prezent joacă pentru echipa de fotbal din Campeonato Baiano de Futebol - Segunda Divisão[*], Feirense Futebol Clube[*] pe postul de fundaș dreapta.